# Ибрагимов, Халик
Халик Ибрагимов — советский хозяйственный, государственный и политический деятель.

## Биография
Родился в 1916 году в Ходженте. Член КПСС с 1940 года.
С 1933 года — на хозяйственной, общественной и политической работе. В 1933—1976 гг. — наборщик в Худжандской типографии, экономист, секретарь Худжандского городского исполнительного комитета, в Советской Армии, первый секретарь Таджикабадского, первый секретарь Уратюбинского райкомов КПТ, второй, первый секретарь Ленинабадского обкома КП Таджикистана, директор Аштского сользавода, товаровед Ленинабадской оптовой базы, заместитель начальника СУ-5.
Избирался депутатом Верховного Совета СССР 5-го созыва.
Умер в Худжанде в 1995 году.